# Drill (exercis)
Drill är inom krigsväsen är det en form av exercis, en stundom förekommande benämning på manskapets eller de lägre truppavdelningarnas utbildning i stram hållning och rörelser; grundlig, men rent mekanisk utbildning. Ordet användes i Sverige redan i slutet av 1600-talet.